# 阿普什涅齊湖
48°16′49″N 24°9′23″E / 48.28028°N 24.15639°E

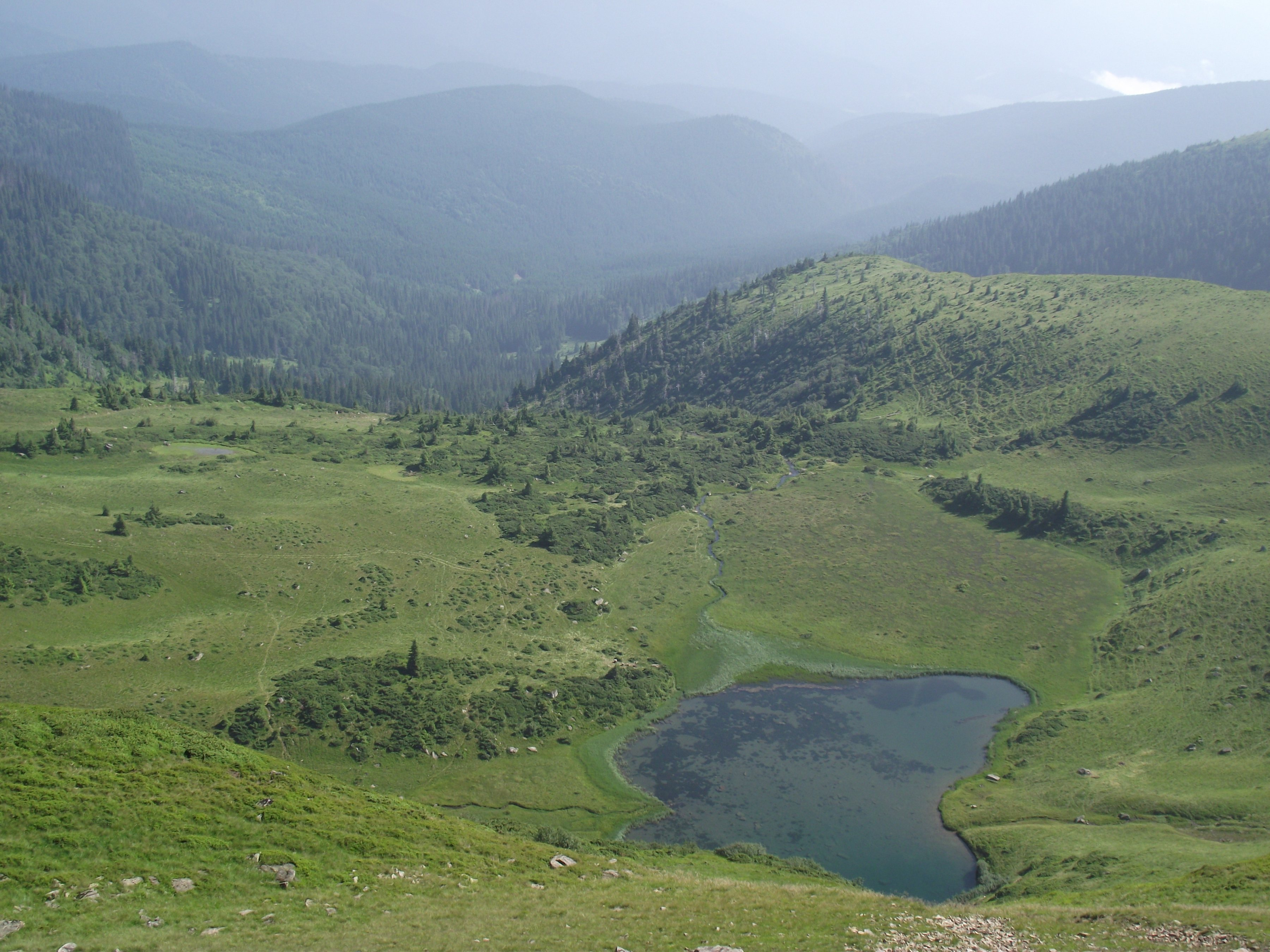

阿普什涅齊湖（烏克蘭語：Апшинець），是烏克蘭的湖泊，位於該國西部外喀爾巴阡州，面積0.012平方公里，海拔高度1,487米，長126米、寬100米，最大水深3.3米，該湖在冬季結冰。